# Campionato del mondo sportprototipi 1979
Il Campionato mondiale marche 1979 (en. World Championship for Makes 1979), è stata la 8ª edizione del Campionato del mondo sportprototipi.

## Risultati
| Nº | Data         | Gara                    | Costruttore vincitore | Piloti vincitori                              | Resoconto |
| -- | ------------ | ----------------------- | --------------------- | --------------------------------------------- | --------- |
| 1  | 4 febbraio   | 24 Ore di Daytona       | Porsche               | Ted Field Danny Ongais Hurley Haywood         | Resoconto |
| 2  | 18 marzo     | 6 Ore del Mugello       | Porsche               | John Fitzpatrick Manfred Schurti Bob Wollek   | Resoconto |
| 3  | 22 aprile    | 6 Ore di Digione        | Porsche               | Reinhold Joest Volkert Merl Mario Ketterer    | Resoconto |
| 4  | 6 maggio     | 6 Ore di Silverstone    | Porsche               | John Fitzpatrick Hans Heyer Bob Wollek        | Resoconto |
| 5  | 3 giugno     | 1000 km del Nürburgring | Porsche               | Manfred Schurti John Fitzpatrick Bob Wollek   | Resoconto |
| 6  | 24 giugno    | 6 Ore di Pergusa        | Osella                | Lella Lombardi Enrico Grimaldi                | Resoconto |
| 7  | 7 luglio     | 6 Ore di Watkins Glen   | Porsche               | Don Whittington Klaus Ludwig Bill Whittington | Resoconto |
| 8  | 5 agosto     | 6 Ore di Brands Hatch   | Porsche               | Reinhold Joest Volkert Merl                   | Resoconto |
| 9  | 16 settembre | 6 Ore di Vallelunga     | Osella                | Giorgio Francia Lella Lombardi                | Resoconto |

## Classifica

### Campionato mondiale costruttori
Note I punti evidenziati in corsivo sono quelli scartati dal conteggio finale come da regolamento.
| Pos | Costruttore  | 1  | 2  | 3  | 4  | 5  | 6  | 7  | 8  | 9  | Totale |
| --- | ------------ | -- | -- | -- | -- | -- | -- | -- | -- | -- | ------ |
| 1   | Porsche      | 20 | 20 | 20 | 20 | 20 | 20 | 20 | 20 | 20 | 140    |
| 2   | Lancia       |    |    |    |    | 10 | 20 |    | 20 |    | 50     |
| 3   | BMW          |    |    |    |    | 20 |    |    | 12 |    | 32     |
| 4   | Ford         |    |    |    |    | 15 | 15 |    |    |    | 30     |
| 4   | Ferrari      | 15 |    |    |    |    | 15 |    |    |    | 30     |
| 6   | Fiat         |    |    |    |    |    |    |    |    | 20 | 20     |
| 7   | De Tomaso    |    | 6  |    |    |    |    |    |    |    | 6      |
| 7   | Volkswagen   |    |    |    |    | 6  |    |    |    |    | 6      |
| 9   | Triumph      |    |    |    |    |    |    | 4  |    |    | 4      |
| 10  | Audi         |    |    |    |    | 2  |    |    |    |    | 2      |
| 11  | Aston Martin |    |    |    | 1  |    |    |    |    |    | 1      |

### Campionato costruttori divisione entro 2 litri
Note I punti evidenziati in corsivo sono quelli scartati dal conteggio finale come da regolamento.
| Pos | Costruttore | 1 | 2 | 3 | 4 | 5  | 6  | 7 | 8  | 9  | Totale |
| --- | ----------- | - | - | - | - | -- | -- | - | -- | -- | ------ |
| 1   | Lancia      |   |   |   |   | 10 | 20 |   | 20 |    | 50     |
| 2   | BMW         |   |   |   |   | 20 |    |   | 12 |    | 32     |
| 3   | Ford        |   |   |   |   | 15 | 15 |   |    |    | 30     |
| 4   | Porsche     |   |   |   |   |    |    |   | 15 | 15 | 30     |
| 5   | Fiat        |   |   |   |   |    |    |   |    | 20 | 20     |
| 6   | Volkswagen  |   |   |   |   | 6  |    |   |    |    | 6      |
| 7   | Audi        |   |   |   |   | 2  |    |   |    |    | 2      |

### Campionato costruttori divisione oltre 2 litri
Note I punti evidenziati in corsivo sono quelli scartati dal conteggio finale come da regolamento.
| Pos | Costruttore  | 1  | 2  | 3  | 4  | 5  | 6  | 7  | 8  | 9  | Totale |
| --- | ------------ | -- | -- | -- | -- | -- | -- | -- | -- | -- | ------ |
| 1   | Porsche      | 20 | 20 | 20 | 20 | 20 | 20 | 20 | 20 | 20 | 140    |
| 2   | Ferrari      | 15 |    |    |    |    | 15 |    |    |    | 30     |
| 3   | De Tomaso    |    | 6  |    |    |    |    |    |    |    | 6      |
| 4   | Triumph      |    |    |    |    |    |    | 4  |    |    | 4      |
| 5   | BMW          |    |    |    |    |    |    | 1  |    |    | 1      |
| 6   | Aston Martin |    |    |    | 1  |    |    |    |    |    | 1      |